# Orlando City B
El Orlando City B es un equipo de fútbol de los Estados Unidos que milita en la MLS Next Pro, la tercera división de fútbol en el país.

## Historia
Fue fundado el 15 de octubre de 2015 en la ciudad de Melbourne, Florida como un equipo filial del Orlando City SC, aunque la idea de la creación del club estuvo en proceso desde el 30 de junio de 2015, con el objetivo de que el club integrara la USL Pro desde la temporada 2016 en el área del centro de la Florida. También cuenta con una relación cercana con el otro club filial del Orlando City SC (Louisville City).
También se anunció que el primer entrenador del club será Anthony Pulis, hijo del entrenador inglés Tony Pulis, quien actualmente dirige al West Bromwich Albion FC de Inglaterra.

## Estadio
El club jugará sus partidos de local en el Titan Sports Complex, ubicado en el campus de la Eastern Florida State College.

## Temporadas
| Año  | División | Liga  | P     | G     | E     | P     | GF    | GC    | Pts   | Posición | Posición | Playoffs      |
| Año  | División | Liga  | P     | G     | E     | P     | GF    | GC    | Pts   | Conf.    | General  | Playoffs      |
| ---- | -------- | ----- | ----- | ----- | ----- | ----- | ----- | ----- | ----- | -------- | -------- | ------------- |
| 2016 | 3        | USL   | 30    | 9     | 8     | 13    | 35    | 49    | 35    | 8º       | 19º      | Primera ronda |
| 2017 | 2        | USL   | 32    | 10    | 12    | 10    | 37    | 36    | 42    | 9°       | 18º      | No participó  |
| 2018 | Hiato    | Hiato | Hiato | Hiato | Hiato | Hiato | Hiato | Hiato | Hiato | Hiato    | Hiato    | Hiato         |
| 2019 | 3        | USL1  | 28    | 4     | 4     | 20    | 23    | 52    | 16    | N/A      | 10º      | No participó  |
| 2020 | 3        | USL1  | 15    | 1     | 3     | 11    | 10    | 29    | 6     | N/A      | 11º      | No participó  |
| 2021 | Hiato    | Hiato | Hiato | Hiato | Hiato | Hiato | Hiato | Hiato | Hiato | Hiato    | Hiato    | Hiato         |
| 2022 | 3        | MLSNP | 24    | 6     | 5     | 13    | 40    | 53    | 25    | 9°       | 18º      | No participó  |